# ژوان مانوئل سرات
ژوان مانوئل سرات (کاتالونیایی: Joan Manuel Serrat؛ تلفظ کاتالان: [ʒuˈan mənuˈɛɫ səˈrat]؛ زادهٔ ۲۷ دسامبر ۱۹۴۳) موسیقی‌دان، خواننده و ترانه‌سرا اهل اسپانیا است. وی از سال ۱۹۶۵ میلادی تاکنون مشغول فعالیت بوده‌است.
وی را یکی از مهمترین چهره‌های موسیقی مدرن و عامه‌پسندِ کاتالان و اسپانیولی می‌دانند.
اشعار ترانه‌های او، متأثر از شعرهای بزرگانی چون «ماریو بندتی»، «آنتونیو ماچادو»، «میگل ارناندس»، «رافائل آلبرتی»، «فدریکو گارسیا لورکا»، «پابلو نرودا» و «لیون فلیپه» بوده است.
ژوان سرات، تعدادی از ترانه‌های «ویکتور خارا» و «ویولتا پارا» را نیز بازخوانی کرده است.
او بابت فعالیت‌های هنری‌اش، برندهٔ نشان شوالیهٔ لژیون دونور شده است. او از چندین دانشگاه از جمله دانشگاه کمپلوتنسه مادرید، دانشگاه ملی کوردوبا و دانشگاه مستقل ملی مکزیک مدرک دکترای افتخاری دریافت کرده است و برنده نشان‌ها و جوایز فراوان دیگری همچون جایزه گرمی لاتین، جایزه انداس، نشان غیرنظامی آلفونسوی دهم و جایزهٔ شاهدخت آستوریاس شده است.